# Браян Артур Селлік
Бра́ян Арту́р Се́ллік (13 червня 1918 — 13 липня 1996)   — британський анестезіолог, відомий завдяки прийому тиску на перснеподібний хрящ, якій він запропонував та описав у 1961 році і який назвали на його честь прийомом Селліка (англ. Sellick manoeuvre).

## Життєпис
Селлік був молодшим резидентом у Міддлсекському шпиталі, у Лондон, у 1941 році під час Лондонського бліцу. Пізніше він приєднався до Королівського військово-морського добровільного резерву.
Після Другої світової війни Селлік повернувся до попереднього місця роботи і почав спеціалізуватись у анестезії при торакальних операціях.
Окрім клініки Генрі Свана (1913—1996) у Денвері, Колорадо, США, Селлік працював анестезіологом-консультантом у Міддлсекському шпиталі до самої смерті у 1996, коли йому було 78 років.

## Внесок у медицину
Селлік дослідив та запропонував при інтубації трехеї здійснювати надавлювання на перснеподібний хрящ. Це попереджало регургітацію (пасивне потрапляння шлункового вмісту у глотку) і аспірацію (надходження у дихальні шляхи). Селлік продемонстрував ефективність свого нововведення на трупі. Шлунок наповнили рідиною і тіло встановили у позицію Тренделенбурга. Тиск на перснеподібний хрящ попереджав регургітацію рідини у гортань.
Також він зробив вагомий внесок у техніку гіпотермії при оперативних втручаннях у кардіохірургії.